# Tanjung Berulak
Tanjung Berulak is een bestuurslaag in het regentschap Kampar van de provincie Riau, Indonesië. Tanjung Berulak telt 1778 inwoners (volkstelling 2010).